# Национальный ботанический сад Бангладеш
Национальный ботанический сад Бангладеш (бенг. জাতীয় উদ্ভিদ উদ্যান, বাংলাদেশ) — крупнейший ботанический центр в Бангладеш площадью около 84 гектаров (210 акров). Расположен в тхане Мирпур-2 в Дакке, рядом с Национальным зоопарком Бангладеш. Национальный ботанический сад основан в 1961 году. Один из крупнейших ботанических садов в Бангладеш, центр знаний для любителей природы и ботаники, а также туристический центр. Имеется коллекция гербария, состоящая примерно из 100 000 сохранившихся образцов растений. Сад Балдха, находящийся в зоне Вари в Дакке, административно является частью Национального ботанического сада.

## Характеристика
Национальный ботанический сад расположен рядом с Национальным зоопарком, в нём есть возможности для изучения растений и отдыха. Разделён на 57 секций и находится в ведении Департамента лесов при министерстве окружающей среды и лесов правительства Бангладеш.

## Содержание
В Национальном ботаническом саде Бангладеш собрана большая коллекция растений и деревьев. В саду находится около 56 000 деревьев, трав и кустарников, включая огромную коллекцию водных растений. К редким и экзотическим видам растений в саду относятся:
- Антуриум хрустальный;
- Коричник камфорный;
- Даваллия канарская;
- Dombeya;
- Иксора;
- Mussaenda;
- Виктория амазонская;
- Cissus quadrangularis;
- Спатодея;
- Бузина чёрная;
- Сантал белый.

## Прочее
Для редких видов растений в саду созданы современные приспособления для вегетативного размножения и лаборатория тканевых культур. Изначально была принята культура тканей орхидей и других редких видов. Кроме того, главными достопримечательностями Национального ботанического сада являются огромный розарий, перекрещивающееся озеро, смотровая площадка, искусственный водопад, мост через озеро и, прежде всего, тысячи перелётных птиц зимой. Каждое утро многие люди приходят сюда для утренней прогулки, занятий спортом, йоги и медитации.